# Sojuz T-9
Sojuz T-9 (ryska: Союз Т-9) var en flygning i det sovjetiska rymdprogrammet. Flygningen gick till rymdstationen Saljut 7. Farkosten sköts upp med en Sojuz-U-raket från Kosmodromen i Bajkonur den 27 juni 1983. Den dockade med rymdstationen den 28 juni 1983. Den 16 augusti 1983 flyttades farkosten från rymdstationens akterport, till stationens främre dockningsport. Farkosten lämnade rymdstationen den 23 november 1983. Några timmar senare återinträdde den i jordens atmosfär och landade i Sovjetunionen.